# Bjärnums pastorat
Bjärnums pastorat är ett pastorat i Göinge kontrakt i Lunds stift i Hässleholms kommun i Skåne län. 
Pastoratet bildades 2014 genom sammanläggning av pastoraten:
- del av Hästveda pastorat
- Norra Åkarps pastorat

Pastoratet består av följande församlingar:
- Farstorps  församling
- Norra Åkarps församling
- Vankiva församling

Pastoratskod är 071505